# Chibados
Chibados (o quimbandas) son personas del tercer género, nacidas varones, que vivieron con mayor frecuencia como mujeres. Se encontraron entre las culturas del Reino de Ndongo y otras partes de lo que hoy es Angola. Fueron descritas por primera vez en Occidente por los portugueses.
Los chibados participaban como "árbitros espirituales en las decisiones políticas y militares" y también realizaban entierros. Olfert Dapper describió a estas personas como chamanes "que caminan vestidos como mujeres". Los sacerdotes y jesuitas portugueses describieron cómo los chibados vivían como mujeres y podían casarse con otros hombres sin sanciones sociales. En cambio, "tales matrimonios eran honrados e incluso apreciados".  Constituían una casta separada y los ancianos se referían a sí mismos como "abuela".
La reina Nzinga tenía más de cincuenta chibados en su corte. Se decía que Nzinga les utilizaba como concubinas.
A medida que la colonización portuguesa ganó más control en África, se introdujo la legislación europea que aumentó la homofobia.